# Diósi Anna

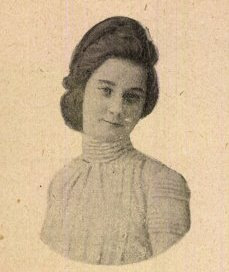
Diósi Anna pályakezdőként 1913-ban

Diósi Anna Gizella, névváltozat: Diósy Nusi (Budapest, 1884. április 10. – Budapest, 1970. március 29.) magyar színésznő, operettprimadonna.

## Élete
Ockenfuss Ágoston és Jezsek Gizella lánya. Pályafutását 1903-ban kezdte Kassán, 1907-ig szerepelt itt, majd 1908–09-ben Nagyváradon, 1909 és 1914 között Aradon játszott. 1915–16-ban a Vígszínházhoz szerződött, ahol február 22-én a Zsuzsi kisasszony c. darabban mutatkozott be. Fellépett 1916-ban a Kristálypalotában, majd 1917–18-ban a Budai Színkörben is. Később elhagyta a színészpályát.
1918. május 4-én Budapesten, a Józsefvárosban házasságot kötött a nála nyolc évvel fiatalabb Lázár Imre Sándor magánhivatalnokkal. Miután megözvegyült, 1929. június 3-án Budapesten, a Terézvárosban újból férjhez ment, ezúttal a nála tíz évvel fiatalabb Spuller Dezső fakereskedőhöz.

## Jelentősebb szerepei
- Kálmán Imre: Tatárjárás - Mogyoróssy
- Hervé: Nebáncsvirág - Denise
- Lehár Ferenc: A víg özvegy - Glavári Hanna